# シクロペンタノンモノオキシゲナーゼ
シクロペンタノンモノオキシゲナーゼ（cyclopentanone monooxygenase）は、次の化学反応を触媒する酸化還元酵素である。
シクロペンタノン + NADPH + H+ + O2 {\displaystyle \rightleftharpoons } 5-バレロラクトン + NADP+ + H2O
この酵素の基質はシクロペンタノン、NADPH、H+とO2で、生成物は5-バレロラクトン、NADP+とH2Oである。
組織名はcyclopentanone,NADPH:oxygen oxidoreductase (5-hydroxylating, lactonizing)で別名にcyclopentanone oxygenaseがある。